# Farce (canular)
Pour les articles homonymes, voir Farce.

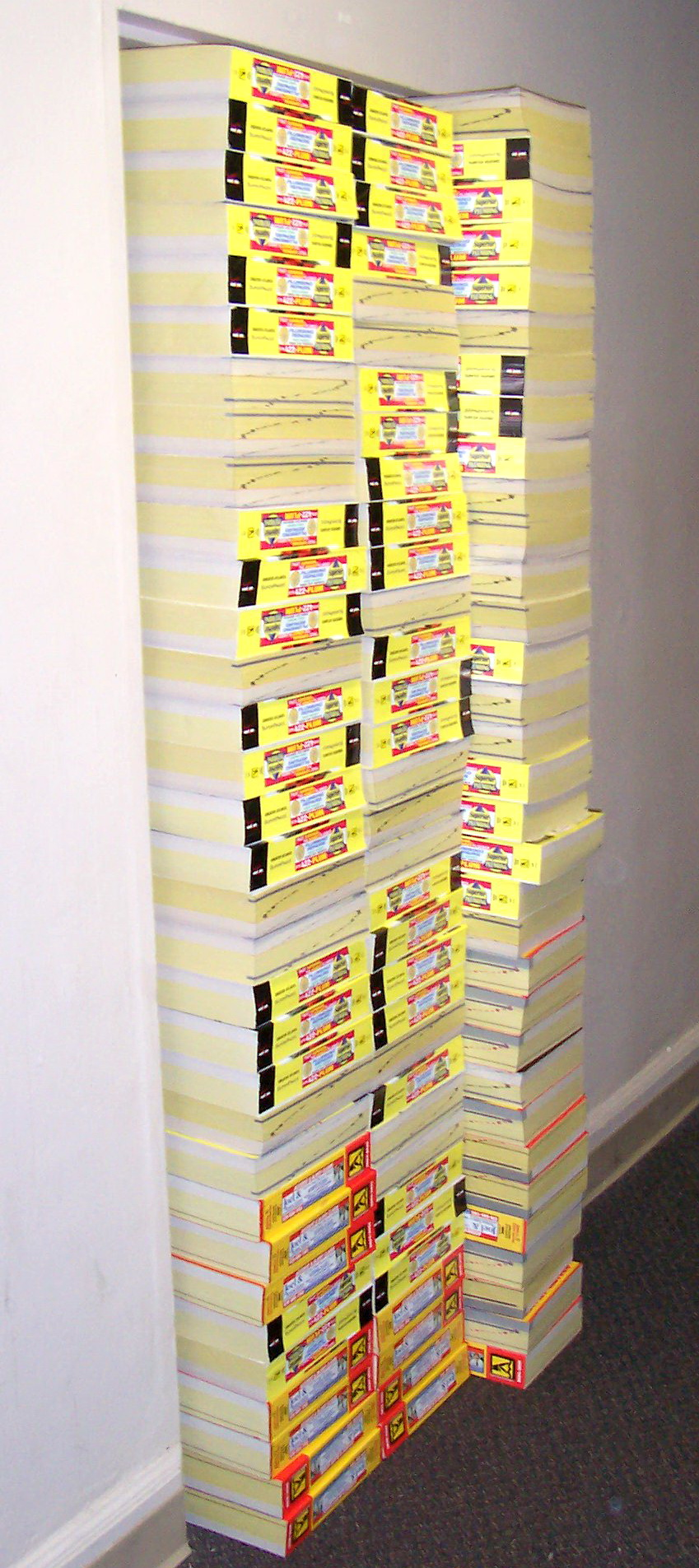
Exemple de farce : des piles d'annuaires téléphoniques murent une porte.

La farce est un type de canular, un tour qui se veut drôle, joué aux dépens d'une ou de plusieurs personnes.

## Description
Au contraire d'une histoire drôle qui est rapportée (dite ou écrite), ce type de plaisanterie est mis « en pratique » avec des personnes, parfois à l'aide d'objets courants ou d'accessoires spécifiques que l'on peut trouver dans les magasins spécialisés en farces et attrapes. Le but est de surprendre la personne visée ou de se moquer d'elle à travers la plaisanterie et provoquer les rires de l'assistance. La farce se veut en général bon enfant et sans grandes conséquences, mais dans certains cas de cruauté, le but recherché peut être une brimade, voire du harcèlement. 
Dans nombre de pays, le 1er avril, avec son poisson d'avril, est l'occasion de faire des farces.

## Types de farces notables
Le toilet papering, consistant à dérouler du papier toilette en rouleaux et en couvrir un endroit ouvert ou fermé, est un type de farce répandu aux États-Unis.
La farce sur l'Internet qui consiste en un lien hypertexte apparemment en rapport avec le texte que lit l'internaute mais qui mène à un site surprenant. La version la plus populaire est le rickroll qui mène au clip vidéo de la chanson Never Gonna Give You Up sur YouTube, qui est devenu un mème Internet.
| |
| Farce de la brique cachée sous un chapeau « abandonné » qu'une personne veut taper du pied. Caricature politique publiée dans The Minneapolis Journal, 31 mars 1903. |

| |
| Farce du portefeuille « perdu » attaché à un fil. Caricature politique publiée dans The Minneapolis Journal, 1er avril 1908. |

|                                                                                              |
| Farce avec un pétard pour effrayer un policier (couverture The Saturday Evening Post, 1911). |

## Farces remarquables en France

### Personnage inventé: Hégésippe Simon
À l'occasion d'un Poisson d'avril, en 1913, le journaliste Paul Birault a envoyé des invitations à cent parlementaires du Parti radical et cent sénateurs pour l'inauguration de la statue commémorative d'un homme illustre, Hégésippe Simon, personnage inventé par lui-même. Plusieurs « victimes » parmi ces personnalités y ont cru.

## Farces remarquables aux États-Unis

### Canular du vol de la Morue sacrée
Le journal Harvard Lampoon organise en avril 1933 un vol de la Morue sacrée, sculpture emblématique suspendue dans la pièce de réunion de la Chambre des représentants du Massachusetts.

### Le Zaltair, l'ordinateur fantôme
Steve Wozniak fait en 1977 la publicité d'un micro-ordinateur imaginaire aux capacités fabuleuses lors de la présentation officielle de l'Apple II au West Coast Computer Faire (en). Son nom « Zaltair » est inspiré de celui de l'Altair 8800.  Il s'aide de plusieurs complices pour accomplir sa farce, qui distribuent la publicité sous forme d'imprimés.